# Марк ап Мерион
Марк (корн. Margh ap Merion; 480—555) — король Корнубии (500—550-е).

## Биография
Марк был старшим сыном Мериона Корнубского. Его первой женой была Изольда Белокурая, дочь короля Арморики Хоэля ап Будика, от которой он имел дочь Элейн.
Марк напал на находившееся в Арморике государство Домнония. Он задумал объединить весь полуостров и таким образом контролировать те земли, которыми когда-то управлял его предок Конан Мериадок. Там он сверг правителя Домнонии Йонаса ап Дероха и стал править его владениями.
Затем он женился на Трифине, дочери правителя Бро Эреха Вароха ап Будика. Вскоре Марк поссорился со своим тестем и он решил убить жену, но он был побежден и бежал из Арморики, таким образом потеряв и Домнонию.
Марк был свергнут в Корнубии правителем Лионессе Мелиодасом ап Фелеком и умер около 555 года.
Возможно, Марк ап Мерион стал одним из прототипов «короля Марка», персонажа средневековых рыцарских романов, в частности «Романа о Тристане и Изольде», а также оперы Рихарда Вагнера. 